# Madre de Deus (Bahia)
Madre de Deus (portugiesisch für: Mutter Gottes) ist eine Insel und Stadt in der Allerheiligenbucht (Brasilien), die am 13. Juni 1989 Stadtrechte erhielt. Der vorherige Name war Ilha de Cururupebas. Die Insel liegt etwa 60 Kilometer von der Hauptstadt Bahias, Salvador da Bahia entfernt und lässt sich über die Staatsstraße BA-523 erreichen. Zum rund 100 Meter entfernten Festland führt eine Brücke, bei Ebbe kann es zu Fuß erreicht werden.

## Beschreibung
Auf der 11 km² großen Hauptinsel des Munizips lebten geschätzt zum 1. Juli 2019 21.093 Personen, die Madre-Deusenser  (madre-deusenses) genannt werden. Die ebenfalls zum Munizip gehörenden nahegelegenen Inseln Ilha das Vacas, Ilha de Coroa do Capeta und Ilha de Maria Guarda sind unbewohnt. Zusammen ergeben sie eine Gemeindefläche von rund 32,2 km². Sie sind Teil des Schutzgebietes Área de Proteção Ambiental da Baía de Todos-os-Santos.
Wie fast alle Orte im Bundesstaat Bahia ist auch auf der Insel Madre de Deus das Klima tropisch. Die Jahresdurchschnittstemperatur beträgt 25 °C, jährlich fallen etwa 1852 mm Niederschlag.  Sie liegt 6 Meter über dem Meeresspiegel.
Wie auch im angrenzenden Bereich und Salvador da Bahia ist die Telefonvorwahl in Madre de Deus ebenfalls +55 (71).

## Strände
Die Insel verfügt über drei Strände:
- Praia da Costa
- Praia da Ponta do Suape
- Praia de Cação

## Tourismus
Während der Karnevalszeit findet das Madre Fest statt, das viele tausend Besucher auf die Insel lockt.

## Sport
Der Fußballclub Madre de Deus Sport Clube wurde am 22. Januar 2002 gegründet und konnte 2008 die Meisterschaft in der 2. Division der Staatsmeisterschaft von Bahia erringen. Heimstadion ist das 6000 Besucher fassende Estádio Municipal de Madre de Deus.